# Imalilo Songwe
Imalilo Songwe ist ein Bezirk (Ward) des Distriktes Mbarali in der tansanischen Region Mbeya.

## Geografie
Imalilo Songwe liegt im Südwesten von Tansania rund 100 Kilometer nordöstlich der Regionshauptstadt Mbeya. Das größte Gewässer ist der Ruaha. Der Bezirk ist  1318 Quadratkilometer groß und hatte 14.888 Einwohner bei der Volkszählung 2022.

## Gliederung
Der Bezirk besteht aus fünf Gemeinden (Mtaa) mit 37 Orten (Kitongoji):
| Ibumila - Mtakuja - Mnazi - Mavumbini - Chang'ombe - Mahongole - Mji mwema | Imalilo Songwe - Tembo - Mapinduzi - Madawi - Kujitegemea - Zimanimoto - Kifaru - Ujamaa - Azimio | Mwanavala - Mahango - Mapinduzi - Chang'ombe - Mwaniungu - Mahongole - Majengo - Nyamatorora - Ihanga - Mtakuja - Mnazi | Urunda - Ikingula - Kizota - Luwangi - Tembo - Ikulu - Simba | Warumba - Mapogoro A - Mapogoro B - Lyambeali A - Lyambeali B - Kilimatinde - Ndonjela - Bombani |

## Wirtschaft und Infrastruktur
- Landwirtschaft: Von den rund 3500 Bauern in Imalilo Songwe sind 2000 Frauen. Angebaut wird vor allem Reis, Mais, Hirse, Süßkartoffeln, Sonnenblumen, Erdnüsse, Sesam und Gemüse. Die häufigsten Nutztiere sind Rinder, Ziegen und Hühner.[6]
- Bildung: Im Bezirk gibt es sechs Grundschulen.[6] Seit 2008 bildet eine weiterführende Schule in Imalilo Songwe Jugendliche bis zur 4. Stufe aus.[7]
- Gesundheit: In Imalilo Songwe befindet sich eine Apotheke, die ambulante Dienste für Malaria-Diagnose und -Erstbehandlung, HIV-Pflege und -Behandlung und Mutter-Kind-Pflege anbietet.[8]